# Exposición Internacional de Turín (1955)
La Exposición Especializada de Turín de 1955 fue regulada por la Oficina Internacional de Exposiciones y tuvo lugar del 25 de mayo al 19 de junio de dicho año en la ciudad italiana de Turín. Esta exposición especializada tuvo como tema los deportes. La candidatura de la muestra se presentó el 11 de mayo de 1954.